# Bandiera dell'Australia
La bandiera dell'Australia è blu, con la bandiera del Regno Unito (Union Jack) nel quartier franco e la Stella del Commonwealth a sette punte (sei sono gli Stati della prima Federazione dell'Australia, la settima un tributo ai territori e alle future entità che si vogliono unire a essa) nel quadrante inferiore sinistro. La metà di destra reca una rappresentazione della costellazione della Croce del Sud, in bianco, con una piccola stella a cinque punte e quattro più grandi a sette punte.

## Storia
La bandiera fu proclamata da re Edoardo VII nel 1904, dopo un concorso di disegno (per il quale le regole prevedevano che fosse comunque presente la bandiera britannica). Questa bandiera era prevista principalmente per uso navale e governativo. Durante i primi cinquant'anni della colonia australiana l'Union Jack era largamente utilizzata, così come la "Red Ensign", stesso disegno ma con sfondo rosso questo perché la Blue ensign australiana era riservata esclusivamente agli organi governativi. Con il Flags Act del 1953 la Blue ensign divenne ufficialmente la bandiera dell'Australia e ne venne consentito l'uso anche ai privati cittadini, ma si dovette aspettare fino agli anni settanta perché questa rimpiazzasse completamente l'Union Jack nella coscienza pubblica; benché l'Union Jack abbia ancora valenza reale issata in presenza del Sovrano o in commemorazioni particolari.
La bandiera è tra i simboli nazionali dell'Australia.
Sotto la guida di Anthony Albanese, Primo Ministro dal 2022, il Governo ha iniziato a esporre la bandiera insieme a quelle degli Aborigeni australiani e degli isolani dello Stretto di Torres nella maggior parte delle sedi istituzionali.

## Dibattiti
Negli anni '70 cominciò a formarsi in alcuni ambiti dell'opinione pubblica la volontà di sostituire la bandiera australiana per via degli evidenti richiami al Regno Unito e per il fatto che la presenza nel 1º cantone a sinistra dell'Union Jack faceva sembrare l'Australia ancora un possedimento britannico, difatti la bandiera australiana segue in toto lo schema delle bandiere dei possedimenti britannici, con l'Union Jack nel 1º cantone e lo stemma della colonia generalmente inserito su un disco bianco nel 2º e 4º cantone su sfondo blu. Nonostante alcune gare fra artisti non si arrivò mai ad una volontà piena dei governi succedutisi negli anni per sostituire la bandiera e il referendum sul mantenimento della monarchia nel 1999 diede la battuta d'arresto alla volontà, seppur minoritaria, di sostituire la bandiera. La maggioranza degli australiani oggi si riconosce ancora nell'attuale bandiera, ormai ufficiale da più di 120 anni e unita quasi inscindibilmente alla nascita (seppur come colonia) dell'Impero britannico nel 1901.

## Altre versioni
La Red Ensign viene usata dalle navi mercantili australiane, ed esiste anche una versione in bianco per la marina Militare e una azzurra per l'Aeronautica Militare.

## Galleria d'immagini

1831 – 1901
1901 – 1903
1903 – 1908
1908 – 1954

Possibili bandiere nel caso in cui l'Australia divenisse una repubblica: